# Le Formentor
Il Le Formentor è un grattacielo del Principato di Monaco.

## Storia
La costruzione dell’edificio è stata completata nel 1977. È stato realizzato dall’impresa edile monegasca J. B. Pastor et Fils. È di proprietà del Groupe Pastor, i cui uffici si trovano all’interno dell’edificio.

## Descrizione
L'edificio, che sorge lungo l'Avenue Princesse Grace nel quartiere di Larvotto, conta 27 piani ed è alto 78 metri. Costruito in cemento armato, presenta uno stile architettonico modernista.
Tra gli altri, trova spazio nel Formentor anche la sede del consolato dell’Uruguay a Monaco.